# Kawanishi Aircraft Company
Kawanishi Aircraft Company (яп. 川西航空機, каваніші ко:ку:кі:) — японська авіабудівна компанія часів Другої Світової війни. Заснована під ім'ям Kawanishi Engineering Works, але в 1928 році біла реформована. В основному виготовляла гідролітаки для Імперського флоту Японії. Після війни заводи були відновлені в складі авіабудівної компанії ShinMaywa.

## Історія
Kawanishi Engineering Works була заснована в 1920 році, а в 1921 було випущено перший гідролітак Kawanishi K-1 для доставки пошти. В 1928 році була реформована та отримала назву Kawanishi Aircraft Company.  Протягом Другої світової війни Kawanishi була шостою фірмою в Японії за обсягом випуску літаків.
Основне виробництво компанії було зосереджено на чотирьох заводах, три з яких мали повні виробничі лінії, а останній виготовляв тільки деталі:
- Наруо поблизу Осаки
- Конан між Осакою і Кобе
- Хімедзі
- Такаразука[en]

## Продукція

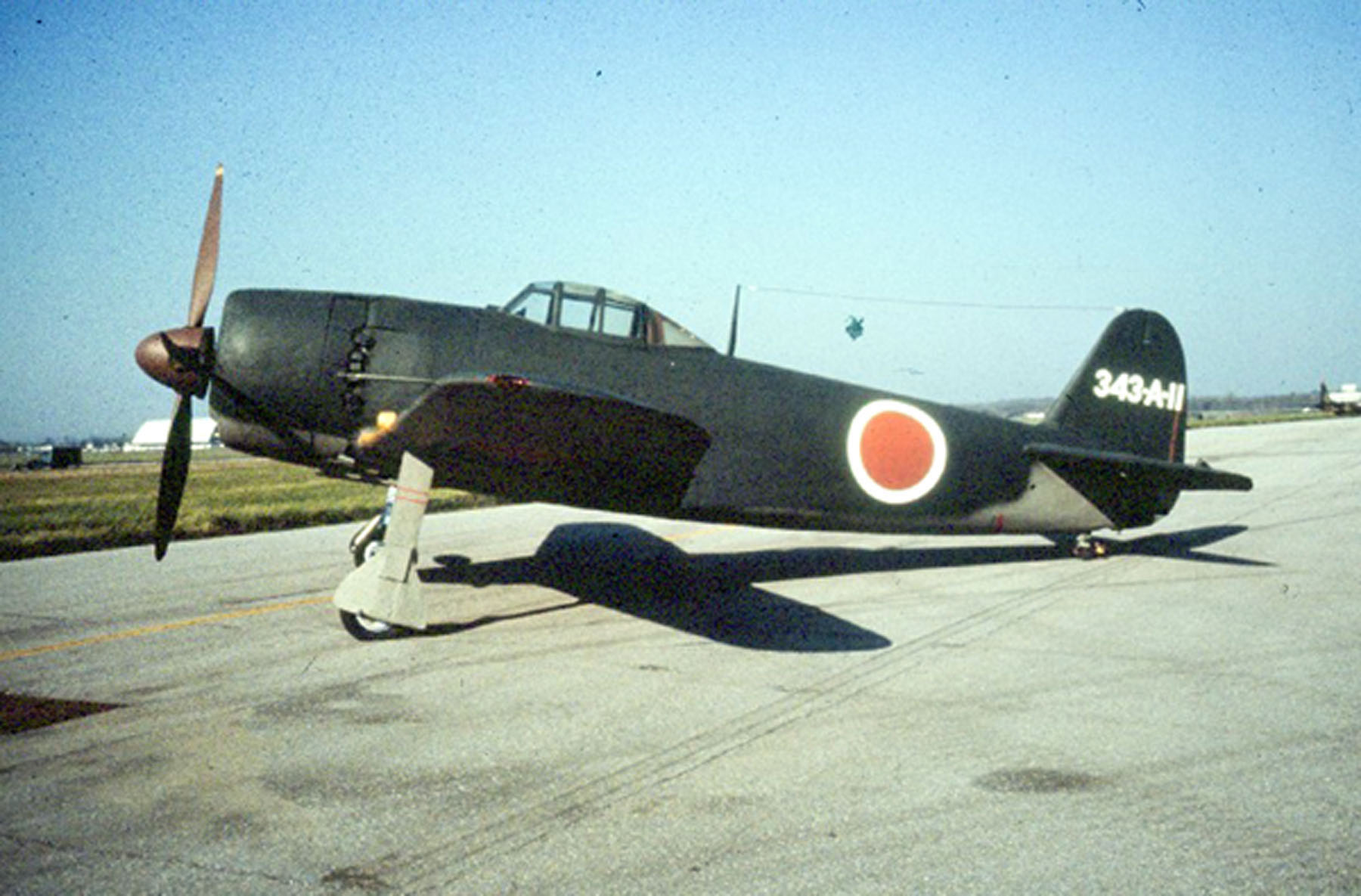
Kawanishi N1K

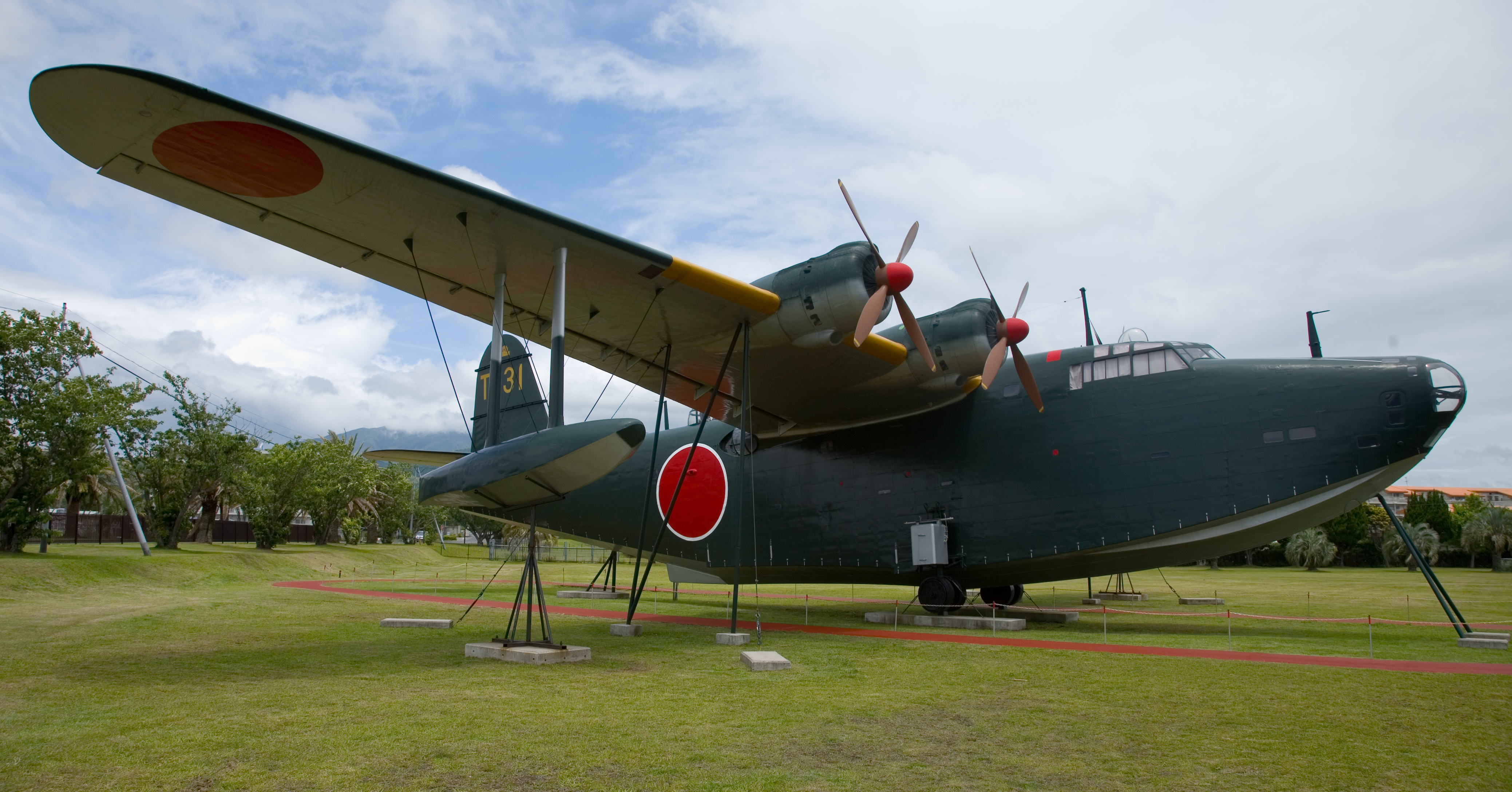
Kawanishi H8K

- Kawanishi K-7 Transport Seaplane - транспортний літак (1923)
- Kawanishi K-8 Transport Seaplane - транспортний літак (1926)
- Kawanishi K-11 - палубний винищувач (1926)
- Kawanishi K-12 Sakura - експериментальний літак (1928)
- Kawanishi H3K - літаючий човен (1930)
- Kawanishi E7K - розвідувальний гідролітак (1933)
- Kawanishi H6K - літаючий човен (1934)
- Kawanishi E10K - проєкт транспортного гідролітака (1934)
- Kawanishi E11K - проєкт розвідувального літаючого човна (1936)
- Kawanishi H8K - літаючий човен (1938)
- Kawanishi E15K - розвідувальний гідролітак (1941)
- Kawanishi N1K - поплавковий винищувач (1942)
- Kawanishi N1K-J - винищувач (1942)
- Kawanishi Baika - проєкт літака-камікадзе (1944)
- Kawanishi K-200 - проєкт літаючого човна (1945)